# Dywizja nastolatków (film)
Dywizja nastolatków – polski film dokumentalny z 2008 w reżyserii Aliny Czerniakowskiej.
Dokument przedstawia historię młodzieży polskiej po II wojnie światowej, zaangażowanej w działalność podziemną w różnych organizacjach patriotycznych w latach 1949-1956. W stowarzyszeniach tych działało blisko 10000 osób. Wielu trafiło do stalinowskich więzień, m.in. w Jaworznie, gdzie działał oskarżony o zbrodnie przeciwko ludzkości Salomon Morel.
W filmie wykorzystano materiały archiwalne Telewizji Polskiej i WFDiF oraz zdjęcia ze zbiorów prywatnych. Konsultacja merytoryczna Piotr Szubarczyk z gdańskiego oddziału IPN. Realizację filmu wsparł prezes Związku Jaworzniaków Juliusz Gerung. Wykorzystano nagrania piosenek harcerskich w wykonaniu młodzieży ze Starogardu Gdańskiego pod kierownictwem Hanny Szubarczyk.